# Adalbert Carl Friedrich Hellwig Conrad Schnizlein
Adalbert Carl (Karl) Friedrich Hellwig Conrad Schnizlein fue un botánico y micólogo alemán, ( * 15 de abril de 1814, Feuchtwangen - 24 de octubre de 1868, Erlangen ) .
Schnizlein fue aprendiz en una farmacia de Ansbach y de Nördlingen. Estudia Farmacia en la Universidad de Múnich y se diplomará en la Universidad de Erlangen, en 1836. Nueve años más tarde, recibe su habilitación. Y desde 1850, enseña Botánica en la Universidad de Erlangen, y es Director del Jardín botánico de la ciudad.

## Algunas publicaciones
- 1843-1870. Iconographia familiarum naturalium regni vegetabilis...
- 1847. Die Flora von Bayern.

### Coautorías
En el volumen 4, número 1, de 1852 a 1863 de "Flora Brasiliensis" del botánico germano Carl F.P. Martius escribe sobre las Lacistemaceae. Y es coautor con Theodor F.L. Nees de Esenbeck de Genera plantarum florae germanicae, escribiendo los números 25, 28 y 31.

## Fuente
- Traducción del artículo de lengua alemana de Wikipedia (versión de 14 de octubre de 2007).

- La abreviatura «Schnizl.» se emplea para indicar a Adalbert Carl Friedrich Hellwig Conrad Schnizlein como autoridad en la descripción y clasificación científica de los vegetales.[1]